# Michele Natale
Michele Natale (Casapulla, 23 agosto 1751 – Napoli, 20 agosto 1799) è stato un vescovo cattolico italiano.

## Biografia

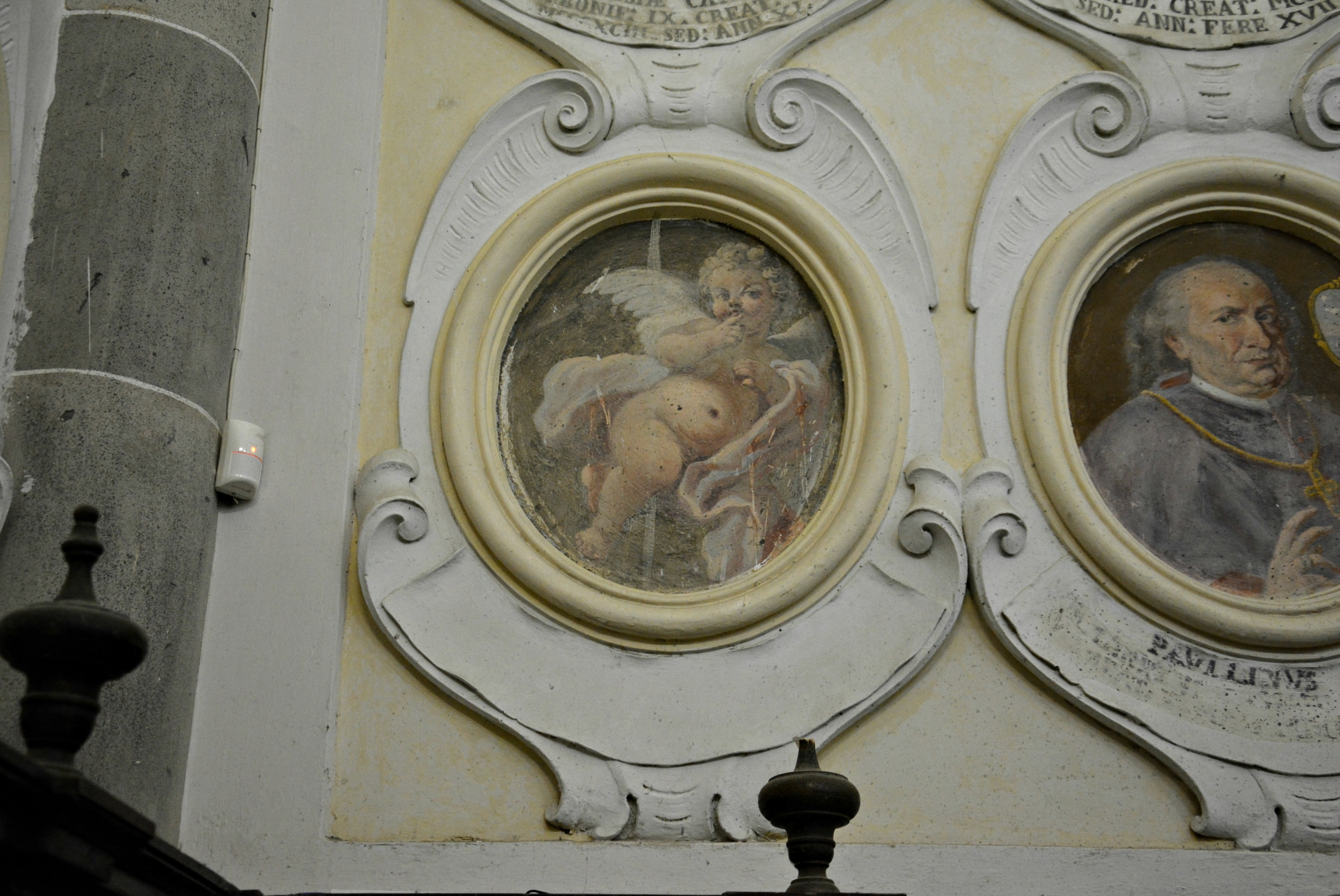
L'affresco del putto al posto del ritratto di Michele Natale nella cattedrale di Vico Equense

Figlio di Alessandro "di" o "de Natale", o semplicemente "Natale", e di Grazia Monte, fu battezzato come Michele Arcangelo. Il suo nome fu poi semplificato in Michele.
Ordinato presbitero il 23 dicembre 1775, il 21 dicembre 1797 fu consacrato vescovo. Fu l'ultimo vescovo di Vico Equense.
Aderì alla Repubblica Napoletana del 1799, e divenne sindaco della municipalità di Vico Equense. Dopo la caduta della repubblica napoletana, nel corso della sanguinosa repressione antirepubblicana voluta da re Ferdinando IV, fu arrestato e imprigionato nel carcere della Vicaria. Dopo essere stato dimesso dallo stato clericale il 19 agosto, fu condannato a morte mediante impiccagione, il giorno seguente sulla piazza del Mercato di Napoli.
Massone, fece parte dell'aristocratica loggia napoletana della Vittoria.
La sua figura fu sottoposta ad una damnatio memoriae, con la cancellazione del nome e del suo ritratto, affrescato nella serie dei ritratti vescovili dipinti nella sagrestia della cattedrale della Santissima Annunziata, sostituendolo con l'immagine di un putto che chiede il silenzio. La diocesi di Vico Equense fu soppressa e inclusa in quella di Sorrento. Nessun vescovo succedette a Natale
Gli fu attribuita (Migliaccio, Jannelli e, successivamente, Renzo De Felice) la paternità del cosiddetto Catechismo repubblicano per l'istruzione del popolo e la rovina dei tiranni, attribuzione documentatamente e definitivamente negata da Arnaldo Di Benedetto e da Antonino Trombetta; Natale probabilmente si limitò a curarne la ristampa.
Gli è dedicata una via a Casapulla.

## Genealogia episcopale
La genealogia episcopale è:
- Cardinale Scipione Rebiba
- Cardinale Giulio Antonio Santori
- Cardinale Girolamo Bernerio, O.P.
- Arcivescovo Galeazzo Sanvitale
- Cardinale Ludovico Ludovisi
- Cardinale Luigi Caetani
- Cardinale Ulderico Carpegna
- Cardinale Paluzzo Paluzzi Altieri degli Albertoni
- Papa Benedetto XIII
- Papa Benedetto XIV
- Papa Clemente XIII
- Cardinale Marcantonio Colonna
- Cardinale Giacinto Sigismondo Gerdil, B.
- Cardinale Giulio Maria della Somaglia
- Vescovo Michele Natale